# いつだってベストフレンド
『いつだってベストフレンド』（原題：Best Friends Whenever）は、米ディズニーチャンネルで2015年から2016年に放送されたテレビドラマ。2015年6月26日から放送が始まり、2016年に最終第2シーズンで終了した。日本ではディズニーチャンネルで2016年4月10日より放送された。

## ストーリー
大親友のシドとシェルビーは、ひょんなことからタイムトラベルをすることが出来るようになり、過去や未来を旅するが行く先々で毎回様々な問題が起きる。そんな中でも奮闘する二人を主人公としたハートフル・コメディ。

## キャスト
シド・リプリー（Cyd Ripley）
演 - ランドリー・ベンダー/声 - 菊池こころ
シェルビーの大親友で、両親がペルーで暮らしているためシェルビーの家に泊まっている。ディーゼルという名の犬を飼っている。
シェルビー・マーカス（Shelby Marcus）
演 - ローレン・テイラー/声 - 中原麻衣
シドの大親友で、優等生。マーカス家の長女。金髪のロングヘアが特徴。
バリー・エイゼンバーグ（Barry Eisenberg）
演：ガス・カンプ/声 - 鈴木裕斗
科学者で、シェルビーの庭に止まっているキャンピングカーを研究室に改造し、日々研究を行っている。研究室のレーザーが誤発射されたことによってシドとシェルビーはタイムトラベルが出来るようになった。
ナルド・モントヤ（Naldo Montoya）
演：リッキー・ガルシア/声 - 徳石勝大
バリーの親友で研究室のアシスタントを務めているが、とても天然である。バリーからはリナルドと呼ばれている。
ブレット・マーカス（Bret Marcus）
演 - ベンジャミン・コール・マイヤー/声 - 志田有彩
シェルビーの弟でチェットとは双子。
チェット・マーカス（Chet Marcus）
演 - マシュー・ルイス・ロイヤー/声 - 志田有彩
シェルビーの弟でブレットとは双子。

## エピソード
| シーズン | シーズン | 話数 | 話数 | 放送期間      | 放送期間       |
| シーズン | シーズン | 話数 | 話数 | 初回放送      | 最終回放送     |
| -------- | -------- | ---- | ---- | ------------- | -------------- |
|          | 1        | 18   | 18   | 2015年6月26日 | 2016年5月22日  |
|          | 2        | 12   | 12   | 2016年7月25日 | 2016年12月11日 |

### シーズン1
| #  | 邦題                           | 原題                               | 全米初放送日   |
| -- | ------------------------------ | ---------------------------------- | -------------- |
| 1  | タイムトラベルしちゃった！     | A Time to Travel                   | 2015年6月26日  |
| 2  | ズルはストレス                 | A Time to Cheat                    | 2015年7月12日  |
| 3  | ありがとう！って難しい         | A Time to Say Thank You            | 2015年7月19日  |
| 4  | 戻りたくない過去と未来         | A Time to Jump and Jam             | 2015年7月26日  |
| 5  | ロブがザ・ロブになった理由     | A Time to Rob and Slam             | 2015年8月9日   |
| 6  | バタフライ効果                 | The Butterscotch Effect            | 2015年8月16日  |
| 7  | ディスコとパンク               | Shake Your Booty                   | 2015年8月23日  |
| 8  | パパのオフィスに潜入           | Back to the Future Lab             | 2015年9月20日  |
| 9  | テレポーテーションしちゃった！ | Cyd and Shelby's Haunted Escape    | 2015年10月4日  |
| 10 | 2人が出会った日                | When Shelby Met Cyd                | 2015年10月25日 |
| 11 | シドとシェルビーの逆襲 パート1 | Cyd and Shelby Strike Back         | 2015年11月27日 |
| 12 | シドとシェルビーの逆襲 パート2 | Cyd and Shelby Strike Back: Part 2 | 2015年12月4日  |
| 13 | クリスマスの贈り物             | The Girls of Christmas Past        | 2015年12月6日  |
| 14 | ダブルでデート                 | A Time to Double Date              | 2016年2月21日  |
| 15 | 50年代にジャンプ！             | Jump to the '50s                   | 2016年3月20日  |
| 16 | 迷子のディーゼル               | Diesel Gets Lost in Time           | 2016年4月17日  |
| 17 | 未来と闘え！ パート1           | Fight the Future: Part 1           | 2016年5月8日   |
| 18 | 未来と闘え！ パート2           | Fight the Future: Part 2           | 2016年5月15日  |
| 19 | 未来と闘え！ パート3           | Fight the Future: Part 3           | 2016年5月22日  |

### シーズン2
| #      | 邦題                     | 原題                     | 全米初放送日   |
| ------ | ------------------------ | ------------------------ | -------------- |
| 1(20)  | プリンセスがやって来た！ | Princess Problems        | 2016年7月25日  |
| 2(21)  | いつだってサイアク       | Worst Night Whenever     | 2016年7月26日  |
| 3(22)  | 楽しいガールズ・デー     | Epic Girls' Day          | 2016年7月27日  |
| 4(23)  | シェルビーのウェブサイト | Girl Code                | 2016年7月28日  |
| 5(24)  | アストリッドの秘密       | Derby Little Secret      | 2016年7月29日  |
| 6(25)  | オオカミに変身！         | Night of the Were-Diesel | 2016年10月2日  |
| 7(26)  | サイトを売り込め         | The Friendship Code      | 2016年10月3日  |
| 8(27)  | 親友の裏切り             | The Lying Game           | 2016年10月4日  |
| 9(28)  | 初めてのバイト           | Working Nine to Fudge    | 2016年10月5日  |
| 10(29) | 婚約者と決闘！           | It's Not Ye, It's Me     | 2016年10月6日  |
| 11(30) | クリスマスの奇跡         | The Christmas Curse      | 2016年12月4日  |
| 12(31) | 過去からの復讐者         | Revenge of the Past      | 2016年12月11日 |